# Elie Onana
Elie Onana (Okola, Camerún francés; 13 de octubre de 1951 – Yaundé, Camerún; 2 de abril de 2018) fue un futbolista de Camerún que jugó en la posición de centrocampista.

## Carrera

### Club
| Periodo   | Club            |
| --------- | --------------- |
| 1968-1973 | Santos Okola    |
| 1974-1976 | Bafia Club      |
| 1977-1982 | Federal Foumban |
| 1983-1988 | Canon Yaoundé   |

### Selección nacional
Jugó para Camerún en tres ocasiones de 1982 a 1984, participó en la Copa Mundial de Fútbol de 1982, los Juegos Olímpicos de Los Ángeles 1984 y en dos ediciones de la Copa Africana de Naciones.

## Logros

### Club
- Primera División de Camerún (2): 1982, 1985
- Copa de Camerún (2): 1983, 1986

### Selección nacional
- Copa Africana de Naciones (1): 1984